# Клим Андрій Іванович
Андрій Іванович Клим (15 (27) квітня 1891, с. Шили, нині Збаразький район, Тернопільська область — 13 грудня 1919, Тернопіль) — український військовик. Підполковник Армії УНР. Брат Григорія Клима.

## Життєпис
Народився 27 квітня 1891 року в с. Шили, нині Збаразький район, Тернопільська область, Україна.
Навчався в українській гімназії Тернополя. Випускник Торгової академії (1912), школи кадрових старшин, аспірантури військової школи Академії генштабу армії Австро-Угорщини. Під час Першої світової війни — командант сотні й куреня в 3-му полку крайової оборони, воював на різних фронтах. Після двох поранень приділений до відділу розвідки 3-ї австрійської армії. Після розпаду Австро-Угорщини сотник А. Клим був у складі австрійської ліквідаційної комісії в Києві.
Під час Визвольних змагань (період Директорії УНР) служив в окремому Корпусі Січових Стрільців, брав участь у боях проти червоних московських окупантів. У званні підполковника призначений командантом ставки при Генеральному штабі Армії УНР.
У жовтні 1919 року, переїжджаючи до Тернополя, захворів на епідемічний висипний тиф. Помер від смертельної ін'єкції, зробленої польським охоронцем-шовіністом. Похований на Микулинецькому цвинтарі (Тернопіль).